# Ерёменко, Евгений Сергеевич
Евгений Сергеевич Ерёменко (13 января 1990, Нижнекамск) — российский хоккеист, защитник. Воспитанник нижнекамского хоккея. В настоящее время является игроком карагандинской «Сарыарки», выступающей в ВХЛ.

## Карьера
Евгений Ерёменко начал свою профессиональную карьеру в 2007 году в составе клуба Первой лиги ХК «Челны» из Набережных Челнов, выступая до этого за юниорскую команду ярославского «Локомотива». В своём дебютном сезоне Евгений провёл на площадке 79 матчей, в которых он набрал 16 (3+13) очков. Сезон 2008/09 Ерёменко начинал в Высшей лиге в составе альметьевского «Нефтяника», однако в середине сезона он перешёл в саратовский «Кристалл».
Весь следующий сезон Евгений также провёл в Саратове, в 36 матчах набрав 3 (0+3) очка, после чего он подписал контракт с чеховским «Витязем». В своём дебютном сезоне в КХЛ Ерёменко сумел стать одним из основных защитников клуба, набрав 5 (2+3) очков в 46 проведённых матчах.

## Статистика выступлений
Последнее обновление: 27 июня 2014 года
|                 |                 |                 | Регулярный сезон | Регулярный сезон | Регулярный сезон | Регулярный сезон | Регулярный сезон | Регулярный сезон | Плей-офф | Плей-офф | Плей-офф | Плей-офф | Плей-офф | Плей-офф |
| Сезон           | Команда         | Лига            | Игр              | Г                | П                | Очк              | +/-              | Штр              | Игр      | Г        | П        | Очк      | +/-      | Штр      |
| --------------- | --------------- | --------------- | ---------------- | ---------------- | ---------------- | ---------------- | ---------------- | ---------------- | -------- | -------- | -------- | -------- | -------- | -------- |
| 2007/08         | ХК Челны        | Первая лига     | 79               | 3                | 13               | 16               | --               | 104              | —        | —        | —        | —        | —        | —        |
| 2008/09         | Нефтяник Ак-2   | Первая лига     | 16               | 1                | 3                | 4                | --               | 24               | —        | —        | —        | —        | —        | —        |
| 2008/09         | Нефтяник Ак     | Высшая лига     | 9                | 0                | 0                | 0                | -1               | 8                | —        | —        | —        | —        | —        | —        |
| 2008/09         | Кристалл Св     | Высшая лига     | 22               | 0                | 4                | 4                | -1               | 14               | 1        | 0        | 0        | 0        | +1       | 0        |
| 2008/09         | ХК Челны        | Первая лига     | 20               | 1                | 4                | 5                | --               | 20               | —        | —        | —        | —        | —        | —        |
| 2009/10         | Кристалл Св     | Высшая лига     | 32               | 0                | 3                | 3                | -5               | 18               | 4        | 0        | 0        | 0        | --       | 20       |
| 2010/11         | Русские Витязи  | МХЛ             | 16               | 2                | 2                | 4                | +7               | 30               | —        | —        | —        | —        | —        | —        |
| 2010/11         | Витязь          | КХЛ             | 46               | 2                | 3                | 5                | -13              | 28               | —        | —        | —        | —        | —        | —        |
| 2011/12         | Русские Витязи  | МХЛ             | 17               | 2                | 4                | 6                | --               | 20               | —        | —        | —        | —        | —        | —        |
| 2011/12         | Витязь          | КХЛ             | 7                | 0                | 1                | 1                | -2               | 2                | —        | —        | —        | —        | —        | —        |
| 2012/13         | Лада            | ВХЛ             | 38               | 0                | 5                | 5                | -1               | 57               | 9        | 1        | 0        | 1        | -3       | 6        |
| 2013/14         | Лада            | ВХЛ             | 40               | 3                | 3                | 6                | 8                | 12               | 4        | 0        | 0        | 0        | 2        | 0        |
| 2014/15         | Нитра           | --              | --               | --               | --               | --               | --               | --               | --       | --       | --       | --       | --       | --       |
| Всего в КХЛ     | Всего в КХЛ     | Всего в КХЛ     | 53               | 2                | 4                | 6                | -15              | 30               | —        | —        | —        | —        | —        | —        |
| Всего в карьере | Всего в карьере | Всего в карьере | 259              | 11               | 36               | 47               | -13              | 268              | 5        | 0        | 0        | 0        | +1       | 20       |